# Sjöslaget vid Bornholm
För andra betydelser, se Slaget vid Bornholm.

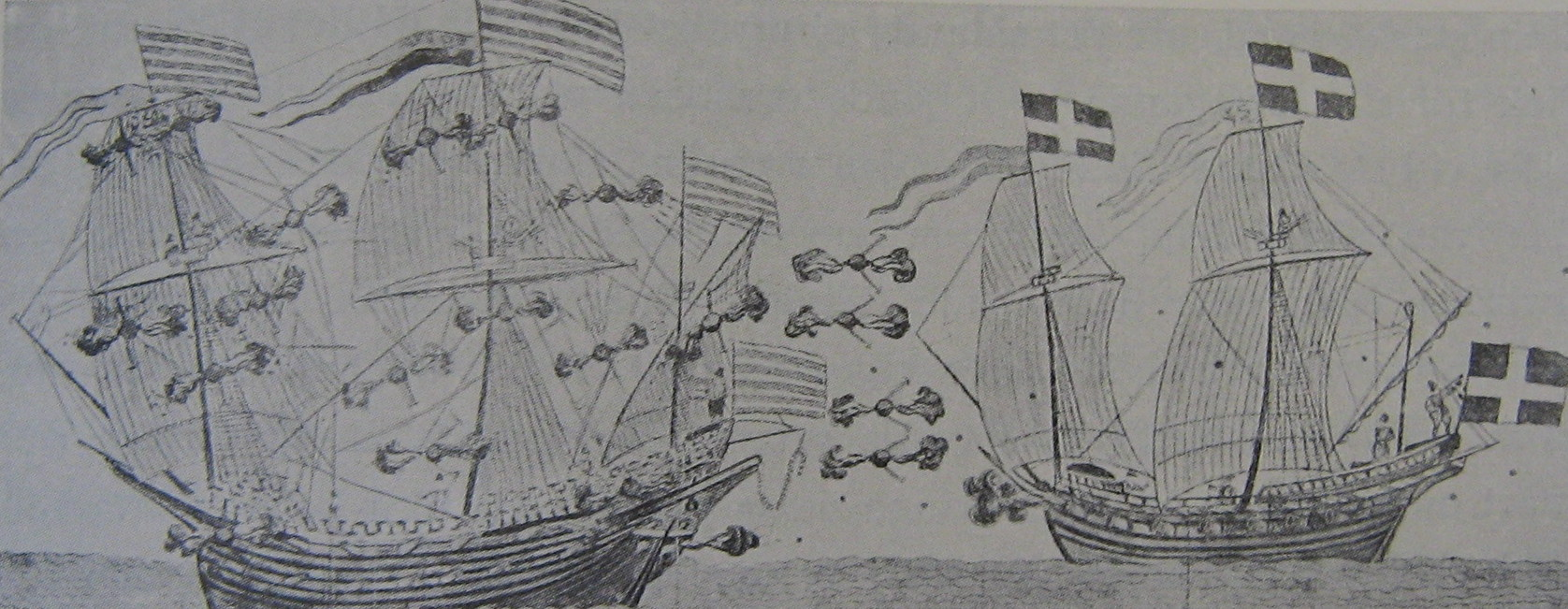
Striden mellan de danska och svenska amiralsfartygen Jägaren (eller Jägmästaren) och Sankt Erik, tecknad av den danske tygmästaren Rudolf van Deventer.

Slaget vid Bornholm var ett sjöslag mellan Sverige å ena sidan och Danmark jämte Lübeck å den andra. Det utkämpades den 7 juli 1565 och betydde en avgörande seger för Sverige.
Efter förlusten den 6 juni hade den dansk-lübska flottan rustat sig att på nytt möta den svenska, och den 7 juni möttes flottorna mellan Bornholm och Rügen. Man försökte denna gång inte beskjuta varandra, utan gick snarast direkt in för närstrid och bordning. Otte Rud styrde med sitt amiralsskepp Jägaren, före detta danska Jægermesteren (Jägmästaren), mot Klas Horns amiralsskepp Sankt Erik. Peder Banér som var befälhavare på Svanen försökte assistera, men blev själv attackerat av det danska skeppet Christoffer, som i sin tur anfölls av det svenska skeppet Jungfrun. På ett annat håll lade sig det lübska amiralsskeppet Josua för bordning av det svenska skeppet Hector, som stöddes av David och Troilus. Ett lübskt skepp anföll David, och det svenska Gamle Gripen skyndade då till undsättning, men ett lübskt styrde med frisk vind mitt på Gripen, så att detta bröts sönder och sjönk. Efter tre timmars strid drog sig den lübska skeppen bort från Hector och David. Då drev Troilus med vinden ned till de stridande amiralsskeppen och blev liggande bord om bord med det danska Christoffer, och fick motta mycket beskjutning från alla sidor. Men dess skeppshövitsman Nils Skenk lyckades skjuta Christoffer i sank. Christoffers besättning hade dock lyckats borda Sankt Göran, och lyckades utan att svenskarna upptäckte att skeppet tagits över av danskar dra sig ur striden. Den övriga besättningen på Christoffer försökte även borda Svanen, och dess befälhavare Peder Banér stupade, träffad av en falkonettkula, men Sten Svantesson Sture övertog befälet och lyckades avstyra danskarnas bordningsförsök. Danskarna lyckades även skjuta eld på Gyllene Lejonet, som snart stod i full låga. Striden mellan amiralsfartygen Jägmästaren och Sankt Erik stod länge hård, men sedan Sten Sture med Svanen lagt sig på danska amiralsskeppets andra sida, tvingades den danska amiralen att kapitulera. Dock först sedan Sten Sture skjutits med en kula i pannan. Efter förlusten av det danska amiralsskeppet började de övriga dansk-lübska flottan att fly, förföljda av svenskarna som erövrade fyra av dem, förutom två som blev sänkta. Enligt uppgifter skall de dansk-lübska förlusterna uppgått till 4 000 man, medan svenskarna skall ha förlorat 362 man döda och 523 sårade. Danskarna förlorade också båda sina amiraler, Otte Rud som fången och underamiral Nils Trolle, som gick till botten med sitt skepp.
Utseendet på Jägaren (eller Jægermesteren) är okänt i likhet med merparten av krigsfartygen under det nordiska sjuårskriget, men en konstnär som deltog i det blodiga sjökriget på den danska sidan, hade 1585 målat en akvarell av två krigsfartyg i strid med varandra. Akvarellen anses beskriva striden mellan det svenska Sankt Erik som hade två kanondäck och den danske Jægermesteren som var avbildad som något mindre med ett kanondäck. Rudolf van Deventer som målat akvarellen, kan dock vara något partisk i sitt arbete, på en av de mycket få samtida avbildningarna från det nordiska sjuårskriget. Denna färgrika akvarell har använts i en rad olika nyare böcker fram till år 2009.

### Fotnoter
1. ↑  Svenska flottans historia, Per Olof Bäckström
2. ↑  Jägaren